# Gustav Preller
Gustav Preller (ur. 1875, zm. 1943) – południowoafrykański pisarz, krytyk literacki, dziennikarz i historyk.
Był działaczem na rzecz równouprawnienia języka afrikaans, jednym z czołowych aktywistów Afrykanerskiego Towarzystwa Językowego (ATG). W założonym przez siebie piśmie De Vaderland postulował rozdzielenie mówionego i pisanego języka Afrykanerów. Twierdził również, że właśnie język mówiony powinien stać się podstawowym narzędziem komunikacji społeczności afrykanerskiej (po uprzednim ustandaryzowaniu). Podkreślał również rolę własnego języka w podtrzymywaniu narodowej tożsamości (między innymi na łamach innego swojego pisma, De Volkstem).
Poprzez publikacje w afrikaans w znacznym stopniu przyczynił się do spopularyzowania dziedzictwa voortrekkerów i Wielkiego Treku pośród Afrykanerów; był również jednym z pomysłodawców budowy Voortrekker Monument w Pretorii.

## Publikacje
- Andries Pretorius. Lewensbeskrywing van die Voortrekker Kommandant - Generaal (1937)[3]